# Pierre IV du Kongo
Pierre  IV Alphonse du Kongo (D. Pedro IV Afonso en portugais), né vers 1666 et mort le 21 février 1718 à Mbanza-Kongo, est un membre de la Maison royale d'Água Rosada, prétendant au titre de roi du royaume du Kongo pendant la guerre civile à partir de 1696, il met fin à l'anarchie, réunifie le royaume en 1709 et règne jusqu'à sa mort en 1718.
Après la réunification, afin d'éviter une nouvelle guerre, il stipule que le roi du Kongo sera désormais élu parmi les familles descendants du roi Alphonse Ier, c'est-à-dire les Maisons d'Agua Rosada, de Kinlaza et de Kimpanzu. À sa mort, le prince Manuel de Kimpanzu, est élu roi par le Conseil royal.

## Conquête du pouvoir
Nusamu a Mvemba ou Pedro Afonso Agua Rosada naît vers 1666. Il est troisième fils de Sébastien (mort en 1670) prétendant au trône et roi à Kibangu pendant la Guerre civile du Kongo. En décembre 1695, Pierre succède à son frère Alvare X à la tête de Kibangu.
Sa famille est issue de l'union entre un membre de la Maison de Kinlaza (Nlaza Kanda) et une fille de la Maison de Kimpanzu, et il est de ce fait à l'origine d'une nouvelle dynastie dite « Água Rosada » .
Pierre Alphonse avait  l'ambition de se faire reconnaître comme roi unique du Kongo alors qu'il demeurait un compétiteur puissant en la personne de Jean II de Kinlaza, qui régnait à Lemba-Bula. À la tête de son armée, Pierre Alphonse va prendre possession de l'ancienne capitale, Mbanza-Kongo.
Le 2 août 1696, il se fait installer sur le trône sous le nom de « Pierre IV » selon les cérémonies traditionnelles. Mais craignant une attaque de la part de Jean II, il reprend bientôt le chemin vers Kibangu. En juillet 1699, Pedro IV épouse Hipolita-Maria Kimpanzu âgée de 20 ans, une nièce utérine de Pedro Constantinho da Silva  dont il fait son Capitaine Général, toutefois cette dernière devient une Antonienne fervente et abandonne son époux peu après.

## Début de règne
En 1700, le Père Capucin Francesco da Pavia , avec l'accord des autorités portugaises, entreprend d'appuyer  la restauration de l'unité au royaume de Kongo. Pierre IV lui semble le candidat le plus qualifié. Dans une grande réunion, avec toute la solennité possible, la reine veuve Dona Ana Afonso de Leão, le duc de Mbamba Pedro Valle de Lagrimas, son gendre le marquis Daniel de Mpemba et d'autres parmi les principaux représentants du royaume jurèrent qu'ils ne voulaient plus de guerres et firent serment d'allégeance à Pierre IV. 
Le couronnement devait avoir lieu le Samedi saint 1702. Mais vers la fin du carême le 8 avril 1702, Dom Manuel de Vuzi a Nóbrega, marquis de Mbamba Lovota, attaque le duc de Mbamba, malgré le serment qu'il avait fait. Le conflit  auquel  plusieurs autres potentats furent mêlés, met obstacle au couronnement de Pierre IV et donc à l'unité du royaume.

## Les Antoniens
Une jeune noble, Dona Beatrix, se présentait comme une médium de saint Antoine. Elle avait fondée le mouvement des Antoniens après que le saint dans un songe lui aurait ordonné de ramener le roi Pierre IV à Mbanza-Kongo, la capitale, et de récupérer les insignes royaux détenus par l'usurpateur Jean II. 
En soutenant Pierre IV, Dona Beatrix s'expose à l'Inquisition portugaise car son culte syncrétiste mi-animiste mi-catholique comporte mêlés à la foi chrétienne des éléments du panthéon kongolais de Mhumba. Pierre IV prend ses distances avec Dona Beatrix mais poursuit ses tentatives pour se rendre maître du royaume et reçoit l'appui de plusieurs nobles. 
Une des conditions de sa consécration étant l'occupation de la capitale, il charge son Capitaine-Général, Pedro Constantinho da Silva, de s'établir solidement dans l'ancienne capitale mais ce dernier rejoint le parti des Antoniens, usurpe le pouvoir et se proclame roi en 1704.
Dona Beatrix abandonnée par le roi après qu'il a été découvert qu'elle avait accouché en 1705 d'un enfant né de ses relations avec un de ses disciples nommé Joâo Barro dit « Saint-Jean », est condamnée pour hérésie et sorcellerie par le Capucin Bernardo da Gallo. Comme elle refuse de se rétracter elle est brulée vive avec son compagnon le 2 juillet 1706.

## Rétablissement de la monarchie

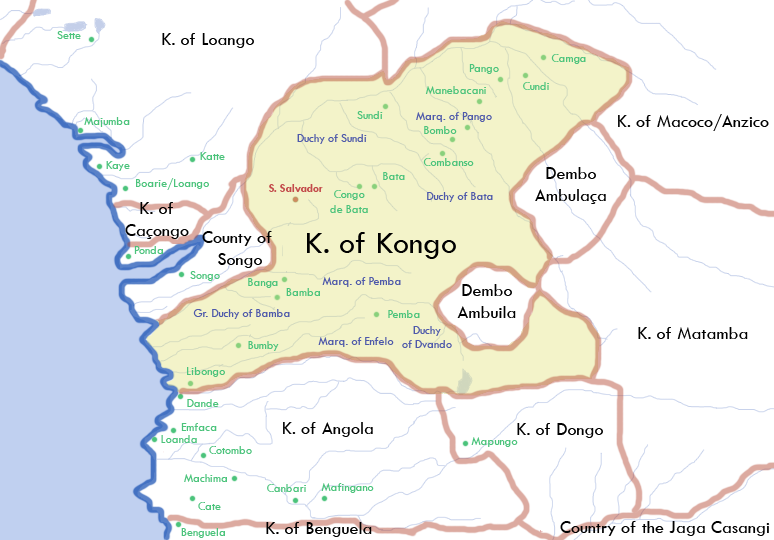
Le royaume Kongo en 1711.

Le 15 février 1709, Pierre IV, à la tête d'une armée de 20 000 hommes de son territoire et de celui de la reine Ana Afonso de Leão, affronte les troupes de Pedro Constantinho da Silva. Vaincu, ce dernier est capturé et décapité. Après cela, Pierre IV s'installe à Mbanza-Kongo. Cependant, il n'est pas le souverain de toutes les provinces qui constituaient autrefois le royaume de Kongo. Les autres prétendants comme Jean II et Manuel de Vuzi a Nóbrega cherchent à maintenir leur pleine indépendance.
Le nouveau roi, afin d'éviter les conflits, met en place un conseil royal, chargé d'élire au moment de la mort du souverain, le nouveau roi parmi les membres des principales maisons royales descendantes d'Alphonse Ier : Água Rosada, Kinlaza et Kimpanzu.
Les deux prétendants acceptent, reconnaissent Pierre IV comme seul et unique roi légitime du Kongo. La guerre civile est terminée.
Dom Manuel Makasa de Kimpanzu, épouse la fille de Pierre IV et reçoit le titre de « Prince du Kongo » avec la perspective de sa succession. Le roi conclut ensuite avec les représentants des Kanda un accord prévoyant que le trône sera dévolu en alternance aux Kanda Kimpanzu et Kinlaza.
Le roi, bien que toujours officiellement marié, menait une vie jugée licencieuse par l'Église avec une autre compagne de sa parenté ce qui interdisait son couronnement par un prêtre. Pierre IV meurt inopinément à Mbanza-Kongo le 21 février 1718, après près de 10 ans de règne à la tête du royaume unifié. 
Le fils du roi, Dom Antonio, ne parvient pas à se fait élire par le Conseil royal, laissant le trône à son beau-frère, Dom Manuel, qui devient roi sous le nom de Manuel II.

### Sources et bibliographie
- (pt) Fernando Campos, « O rei D. Pedro IV Ne Nsamu a Mbemba. A unidade do Congo », Africa. Revista do centro de Estudos Africanos, USP S. Paulo, nos 18-19,‎ 1995/1996, p. 159-199.
- (pt) Fernando Campos, « O rei D. Pedro IV Ne Nsamu a Mbemba. A unidade do Congo », Africa. Revista do centro de Estudos Africanos, USP S. Paulo, nos 20-21,‎ 1997/1998, p. 305-375.
- (en) John Kelly Thornton, The Kongolese Saint Anthony : Dona Beatriz Kimpa Vita and the Antonian Movement, 1684–1706, Cambridge University Press, 1998
- (en) « The Christianity of Pedro IV of the Kongo (1695-1718) » dans Christen und Gewürze Konfrontation und interaktion Kolonialer und Indigener Christentumvarianten.
- (en) John K. Thornton, A history of west central Africa to 1850, Cambridge, Cambridge University Press, 2020, 365 p. (ISBN 978-1-107-56593-7), p. 8,207-208,211-212,242-247,252,276-277